# そっぷ
そっぷは、相撲用語で筋肉質・比較的痩せ型の力士のこと。「そっぷ」とは本来オランダ語「soep」、つまり「スープ」の事であり、ダシを取った後の鶏ガラに例えてこう呼ぶ。逆に太り型の力士はあんこと呼ばれる。

## 概要
そっぷ型は入門したての力士に多いが、関取の中にも少数いる。かつて戦時中など満足に食事を取れない時代には関取上位にもそっぷ体型の力士が多かったとされる。
そっぷ型力士は食後の昼寝で体重を増やすあんこ型力士と異なり、体重を増やす場合には稽古やトレーニングをこなし空腹にした上で食欲を増進させるのが標準的なやり方であるとされている。
軽量ゆえの動きを生かした取組であんこ力士を翻弄する場面は相撲の醍醐味の一つである。
巡業などで行われる初っ切りでは、対照を際立たせる狙いのため、そっぷ型の力士とあんこ型の力士で取り組むことが多い。

## そっぷ型力士の例
以下、世代別・最高位別に列挙する。太字は2025年7月場所時点で現役力士。
|              | 最高位                                      | 最高位                         | 最高位              | 最高位                           | 最高位                                           | 最高位                | 最高位                |
| ------------ | ------------------------------------------- | ------------------------------ | ------------------- | -------------------------------- | ------------------------------------------------ | --------------------- | --------------------- |
| 生年         | 横綱                                        | 大関                           | 関脇                | 小結                             | 幕内                                             | 十両                  | 幕下以下              |
| 1930年代以前 | 栃木山守也 武藏山武 千代の山雅信 栃ノ海晃嘉 |                                | 明武谷力伸          |                                  | 鳴門海一行 清ノ森政夫                            |                       |                       |
| 1940年代     |                                             |                                | 藤ノ川武雄          | 若浪順                           | 大旺吉伸                                         |                       |                       |
| 1950年代     | 千代の富士貢                                | 貴ノ花利彰 若嶋津六夫 霧島一博 |                     | 青葉山弘年 大徹忠晃              |                                                  |                       |                       |
| 1960年代     |                                             |                                | 益荒雄広生 寺尾常史 | 智ノ花伸哉 旭道山和泰 舞の海秀平 |                                                  | 維新力浩司            |                       |
| 1970年代     | 若乃花勝                                    |                                |                     | 高見盛精彦                       | 安壮富士清也                                     | 若東吉信 鶴ノ富士智万 | 旭天山武              |
| 1980年代     | 日馬富士公平                                | 琴欧洲勝紀                     | 朝赤龍太郎          | 白馬毅                           | 荒鷲毅 双大竜亮三 隆の山俊太郎                   |                       | 栃翼祐一 宇瑠寅太郎   |
| 1990年代     | 豊昇龍智勝                                  | 霧島鐵力                       | 若隆景渥            | 翔猿正也                         | 石浦鹿介 玉正鳳萬平 炎鵬友哉 照強翔輝 翠富士一成 | 川副圭太              | 琴太豪晃匡 勝南桜聡太 |
| 2000年代以降 |                                             |                                |                     | 平戸海雄貴                       | 藤ノ川成剛                                       | 三田大生              |                       |

## ソップ炊き
相撲部屋でちゃんこ鍋を作る際に、最初から鶏ガラのスープを使って作るものを、水炊きに対してこういう。相撲部屋では、手を地面に付くと負けであるという縁起を担いで牛や豚ではなく二本脚の鶏を鍋の材料にすることが多かったためである。